# Lovellona grandis
Lovellona grandis é uma espécie de gastrópode do gênero Lovellona, pertencente a família Mitromorphidae.